# Demario Phillips
Demario Phillips (Clarendon, 10 de noviembre de 1998) es un futbolista jamaicano que juega en la demarcación de centrocampista para el Mount Pleasant FA de la Liga Premier Nacional de Jamaica.

## Selección nacional
Hizo su debut con la selección de fútbol de Jamaica en un partido amistoso contra Catar que finalizó con un resultado de empate a uno tras un gol de Khalid Muneer para Catar, y de Jourdaine Fletcher para Jamaica.

## Clubes
| Club               | País    | Año       | Partidos | Goles |
| ------------------ | ------- | --------- | -------- | ----- |
| Portmore United FC | Jamaica | 2017-2018 | 1        | 0     |
| Sanjaxx Lions      | Canadá  | 2018-2019 |          |       |
| Dunbeholden FC     | Jamaica | 2019-2020 | 38       | 5     |
| Portmore United FC | Jamaica | 2021      | 9        | 0     |
| Dunbeholden FC     | Jamaica | 2022      | 20       | 5     |
| Mount Pleasant FA  | Jamaica | 2022-     | 15       | 2     |